# Куснища
Кусни́ща — село в Україні, у Ковельському районі Волинської області, колишній центр Куснищанської сільської ради. З 4 серпня 2017 року входить до складу Любомльської громади. Населення становить 2010 осіб.

## Географія
Село розташоване в північній частині Любомльскої громади, вздовж автодороги Любомль-Шацьк-Брест, за 7,5 км на північ від міста Любомль. Середня висота над рівнем моря — 198 м.

## Історія
Перша згадка про Куснища в письмових джерелах належить до 1564 року. На той час село налічувало 46 дворів. За іншими даними, населений пункт засновано ще у 1510 році.

У книзі Олександра Цинкаловського «Стара Волинь і Волинське Полісся» зустрічаємо такі рядки: 
| | \| КУСНИЩЕ або КУСНИЩА, с, Володимирський пов., Згоранська вол., 72 км від Володимира. В кінці 19 ст. було там 322 дом. і 2,127 жит., дерев'яна церква, церк.-прих. школа, вітряк. За переписом 1911 р. було в К. 2,530 жит., кредитове товариство, випозичальня сільсько-господ. машин, горілчана крамниця. До великої зем. власности належало там 235 дес.[3] \| |
| КУСНИЩЕ або КУСНИЩА, с, Володимирський пов., Згоранська вол., 72 км від Володимира. В кінці 19 ст. було там 322 дом. і 2,127 жит., дерев'яна церква, церк.-прих. школа, вітряк. За переписом 1911 р. було в К. 2,530 жит., кредитове товариство, випозичальня сільсько-господ. машин, горілчана крамниця. До великої зем. власности належало там 235 дес. | |

В 1917 році село входить до складу Української Народної Республіки.
В ході українсько-більшовицької війни 1920 року Куснищі було окуповано Радянською владою, обрано ревком, створено загін Червоної гвардії в складі 50 чоловік.
Внаслідок поразки Перших визвольних змагань та підписання Ризького мирного договору село входить до складу Польської Республіки.
У період Польщі в селі діяли організація «Сельроб-єдність», підпільна група КПЗУ, організатором якої був І. С. Матіюк (син бідняка; з 18 років став на шлях революційної боротьби; з 1927 по 1931 рік перебував у в'язниці; загинув у 1935 році).
Німецька окупація села тривала з 23 червня 1941 року по 20 липня 1944 року. Гітлерівці вбили і замордували 30 прорадянських активістів, завдали селу збитків на суму близько 6 млн карбованців.
19 липня 2020 року, в результаті адміністративно-територіальної реформи та ліквідації Любомльського району, громада увійшла до складу Ковельського району.

## Населення
Згідно з переписом УРСР 1989 року чисельність наявного населення села становила 1957 осіб, з яких 980 чоловіків та 977 жінок.
За переписом населення України 2001 року в селі мешкало 2008 осіб.

### Мова
Розподіл населення за рідною мовою за даними перепису 2001 року:
| Мова       | Відсоток |
| ---------- | -------- |
| українська | 99,60 %  |
| російська  | 0,40 %   |

## Сучасність
Під Іловайськом загинув та довгий час вважався зниклим безвісти Олександр Сацюк, 27 грудня 2014 року тіло перевезене із Запоріжжя до Луцька.

## Інфраструктура
В селі діють:
- Загальноосвітня школа І-ІІІ ступенів. Перша згадка про освітні заклади села датується 1870 роком. Тоді згадується Куснищанське парафіяльне училище. У 1956 році на базі семирічної школи була утворена середня школа, перший випуск учнів якої відбувся у 1959 році. У 1995 році була побудована сучасна двоповерхова будівля з допоміжними приміщеннями для практичних занять;
- 3 бібліотеки;
- клуб;
- фельдшерсько-акушерський пункт;
- декілька торгових точок, бар.

## Релігія
В селі діє православна церква Преображення Господнього. Храм споруджений у 1995 році на заміну старого, побудованого в 1897 році і знищеного в 1952 році.

## Відомі люди

### Народилися
- Богдан Сергій («Биков») — керівник Любомльського надрайонного проводу ОУН.
- Максимук Галина Іванівна — депутат Верховної Ради УРСР 9-го скликання.
- Трофимук Степан Михайлович - український літературознавець, кандидат філологічних наук.

### Померли і поховані
- Сацюк Олександр — воїн ЗСУ, загинув під Іловайськом влітку 2014 під час АТО.[8]